# تود ويب
تود ويب (بالإنجليزية: Todd Webb) هو مصور أمريكي، ولد في 5 سبتمبر 1905 في نيويورك في الولايات المتحدة، وتوفي في 15 أبريل 2000 في لويستون في الولايات المتحدة.